# Marcel Minderhoud
Marcel Minderhoud (23 juli 1974, Bussum) is een Nederlands componist. Hij studeerde compositie aan het Rotterdams Conservatorium bij Peter Jan Wagemans en René Uijlenhoet. Zijn werk richt zich voornamelijk op elektronische en experimentele muziek.

## Werken
- Etude 1 (Ensemblewerk, uitgevoerd in HAL4, Rotterdam, 1997)
- Gravity waves[1], door het Schönberg Ensemble.[2]
- Electronic Seal's Paradise uitgebracht onder pseudoniem Naton Rozenburg op Unschooled Records compilation CD 'Enter'.